# Tour della nazionale maschile di rugby a 15 dell'Inghilterra 2010
Il tour 2010 della Nazionale di rugby a 15 dell'Inghilterra, sotto la guida del C.T. Martin Johnson, si tenne in Australasia nel giugno 2010.
In programma furono cinque incontri, di cui due test match contro l'Australia.
I rimanenti furono due incontri con gli Australian Barbarians (la Nazionale A australiana) e uno contro i New Zealand Māori.
L'apertura fu contro gli Australian Barbarians, un 28 pari altamente spettacolare
Il primo test match contro gli Wallabies vide l'Inghilterra soccombere 17-27; dopo un incontro vinto abbastanza agevolmente contro i Barbarians australiani 15-9, gli inglesi colsero la rivincita a Sydney nel secondo test match della serie, sconfiggendo l'Australia 21-20 davanti a circa 50.000 spettatori grazie al calcio piazzato decisivo di Jonny Wilkinson.
L'incontro finale in Nuova Zelanda contro i Māori terminò con una sconfitta 28-35 al termine di una gara che vide marcate 8 mete, quattro per parte.

## Risultati

### Test match
| Arbitro: | Nigel Owens |

|                             |      |                   |
| 17' Elsom, 30' e 56' Cooper | mt   | 53' e 70' tecnica |
| 17', 30' e 56' O' Connor    | tr   | 54' e 70' Flood   |
| 72' O'Connor, 78' Cooper    | c.p. | 43' Flood         |

| Arbitro: | Romain Poite |

|                  |      |                                |
| 21' e 42' Giteau | mt   | 17' Youngs, 26' C. Ashton      |
| 23' e 43' Giteau | tr   | 17' Flood                      |
| 7' e 14' Giteau  | c.p. | 2' e 44' Flood, 51' Wilikinson |

### Altri incontri
| Arbitro: | Stuart Dickinson |

|                    |      |                            |
| O'Connor 3         | mt   | Mears, Banahan, Ward-Smith |
| O'Connor 2         | tr   | Barkley 2                  |
| O'Connor 2, Barnes | c.p. | Barkley 3                  |

| Arbitro: | Steve Walsh |

|          |      |                      |
| Barnes 3 | c.p. | Hodgson 2, Barkley 3 |

| Arbitro: | Craig Joubert |

|                                 |      |                                         |
| 13', 42' e 45' Gear, 18' Messam | mt   | 4' S. Armitage, 38' Care, 40' C. Ashton |
| 13', 18' e 44' McAlister        | tr   | 5' e 39' Hodgson                        |
| 11' McAlister, 73' e 75' Ripia  | c.p. | 2', 9' e 34' Hodgson                    |